# Tordellego
Tordellego község Spanyolországban, Guadalajara tartományban. Tordellego Piqueras, Anquela del Pedregal, Morenilla, El Pobo de Dueñas, Setiles, Tordesilos és Adobes községekkel határos. Lakosainak száma 40 fő (2024).

## Népesség
A település népessége az utóbbi években az alábbiak szerint változott:
| Lakosok száma | 74   | 62   | 63   | 66   | 62   | 57   | 54   | 48   | 50   | 40   |
|               | 2001 | 2004 | 2006 | 2009 | 2011 | 2014 | 2016 | 2019 | 2021 | 2024 |